# فرانسيس فورد سيمور
فرانسيس فورد سيمور فوندا (4 أبريل 1908 – 14 أبريل 1950)، هي شخصية اجتماعية كندية-أمريكية. وهي الزوجة الثانية للممثل هنري فوندا، ووالدة كل من الممثلين جين فوندا وبيتر فوندا.

## حياتها
وُلدت فرانسيس سيمور في بروكفيل، أونتاريو، كندا، وهي ابنة صوفي ميلدريد (باور) ويوجين فورد سيمور. ووفقًا لما ذكرته ابنتها جين فوندا، التي تمكنت من الوصول إلى السجلات الطبية بمساعدة محامين، فقد كانت فرانسيس ضحية لانتهاكات جنسية متكررة خلال طفولتها داخل الأسرة، كما خضعت لتسع عمليات إجهاض خلال حياتها.
في 10 يناير 1931، تزوجت من جورج توتل بروكو، وهو محامٍ ورياضي مليونير. وأنجبا ابنة واحدة هي فرانسيس دي فيليرز "بان" بروكو (10 أكتوبر 1931 – 10 مارس 2008).
وبعد عام من وفاة بروكو، تزوجت سيمور من الممثل هنري فوندا في 16 سبتمبر 1936، في كنيسة المسيح بمدينة نيويورك. كانت قد التقت به في استوديوهات دينهام السينمائية بإنجلترا أثناء تصوير فيلم (أجنحة الصباح). أنجبت من فوندا طفلين، هما الممثلة جين (مواليد 21 ديسمبر 1937) والممثل بيتر (23 فبراير 1940 – 16 أغسطس 2019)، غير أن زواجهما كان مضطربًا. ووفقًا لما ذكره بيتر فوندا، فقد منحته تلك الصراعات الزوجية لاحقًا قدرة على تفهّم مشكلات الزواج التي واجهها الممثل دينيس هوبر، شريكه في بطولة فيلم (الراكب السهل) عام 1969. وكانت بروك هايوارد، زوجة هوبر حينها، ابنة الممثلة مارغريت سولافان، الزوجة الأولى لهنري فوندا.

توفيت فرانسيس منتحرة أثناء تلقيها العلاج في مصحة كريغ هاوس بمدينة بيكون، نيويورك. وجاء انتحارها بعد ثلاثة أشهر ونصف من طلب هنري فوندا الطلاق منها. دُفنت في مقبرة أوجدينسبيرغ، في مدينة أوجدينسبيرغ بولاية نيويورك.